# Chapadão do Sul
Chapadão do Sul is een gemeente in de Braziliaanse deelstaat Mato Grosso do Sul. De gemeente telt 17.293 inwoners (schatting 2009).

## Aangrenzende gemeenten
De gemeente grenst aan Cassilândia, Costa Rica, Chapadão do Céu en Água Clara.

## Verkeer en vervoer
De plaats ligt aan de radiale snelweg BR-060 tussen Brasilia en Bela Vista. Daarnaast ligt ze aan de weg MS-306.